# إعلان اتفاق شباط عام 1964
"بيان الرئيس عبد السلام محمد عارف
بمنح الاكراد الحقوق القومية "
" بناءً على مقتضيات المصلحة العامة، ولاستجابة إخواننا الأكراد لما جاء في نداء الملا مصطفى البارزاني، ورغبة منا في إعادة الحياة الطبيعية إلى الجزء الشمالي من وطننا الحبيب، ووضع حد لمحاولات الاستعمار وأذنابه، وقطع دابر المستغلين والمتصيدين، وحقناً للدماء البريئة، وبناءً على ما تمليه مصلحة الوطن العليا قررنا ما يلي :
1 ـ إقرار الحقوق القومية لإخواننا الأكراد ضمن الشعب العراقي في وحدة وطنية واحدة متآخية، وتثبيت ذلك في الدستور المؤقت.
2 ـ إطلاق سراح المعتقلين والمحتجزين والمحكومين بسبب حوادث الشمال، وإصدار العفو العام، ورفع الحجز عن الأموال المنقولة وغير المنقولة عن الأشخاص الذين حُجزت أموالهم.
3 ـ إعادة الإدارات المحلية إلى المناطق الشمالية.
4 ـ إعادة الموظفين والمستخدمين.
5 ـ رفع القيود المفروضة على تسويق المواد المعشية على اختلافها.
6 ـ الشروع بإعادة تعمير المنطقة الشمالية فوراً، وتشكيل اللجان المختلفة لتذليل الصعوبات التي تعترضها حول التقيّد بالأعمال الروتينية مع ملاحظة تعويض المتضررين.
7 ـ تعويض أصحاب الأراضي التي غُمرت أراضيهم من جراء سدي دوكان ودربندخان تعويضاً عادلاً.
8 ـ تُتخذ التدابير بما يضمن إعادة الأمن واستقرار المنطقة الشمالية.وإننا نهيب بإخواننا الأكراد العودة إلى الحياة الطبيعية لينعموا ببركات هذا البلد ،وتوحيد الصف الوطني تجاه مؤامرات الاستعمار وأذنابه، وليعلم إخواننا الأكراد بأننا سنعمل على ما يضمن حقوقهم المشروعة شأن بقية المواطنين في الجمهورية العراقية، والله من وراء القصد.
9 ـ على كافة الوزارات ذات العلاقة إصدار المراسيم والأوامر والتعليمات المقتضية تنفيذاً لما جاء في هذا البيان.

عبد السلام محمد عارف
رئيس الجمهورية العراقية 
10 شباط 1964 "
راجع مقال عبد السلام عارف